# Mączniak prawdziwy różanecznika

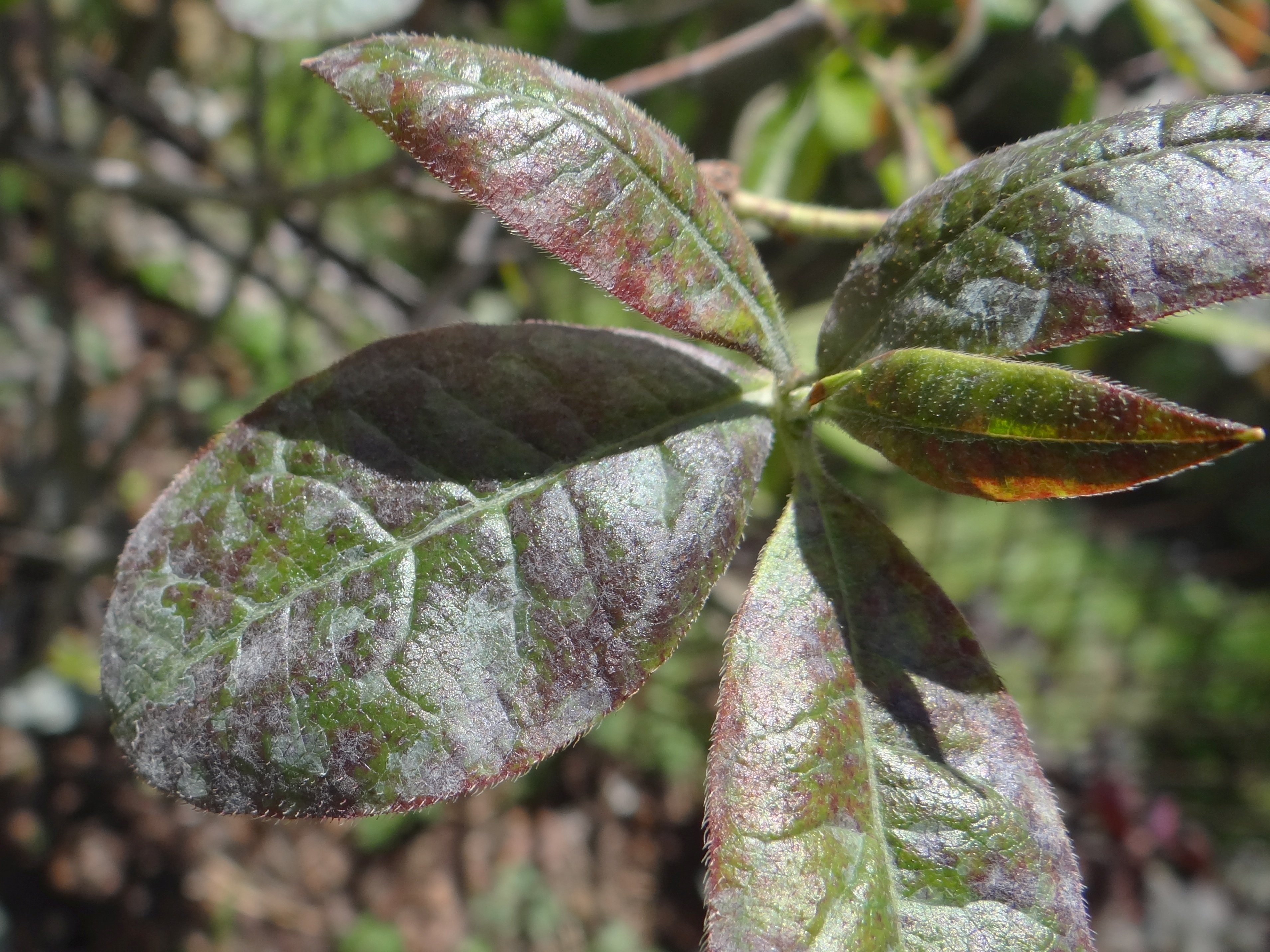
Pierwsze objawy choroby

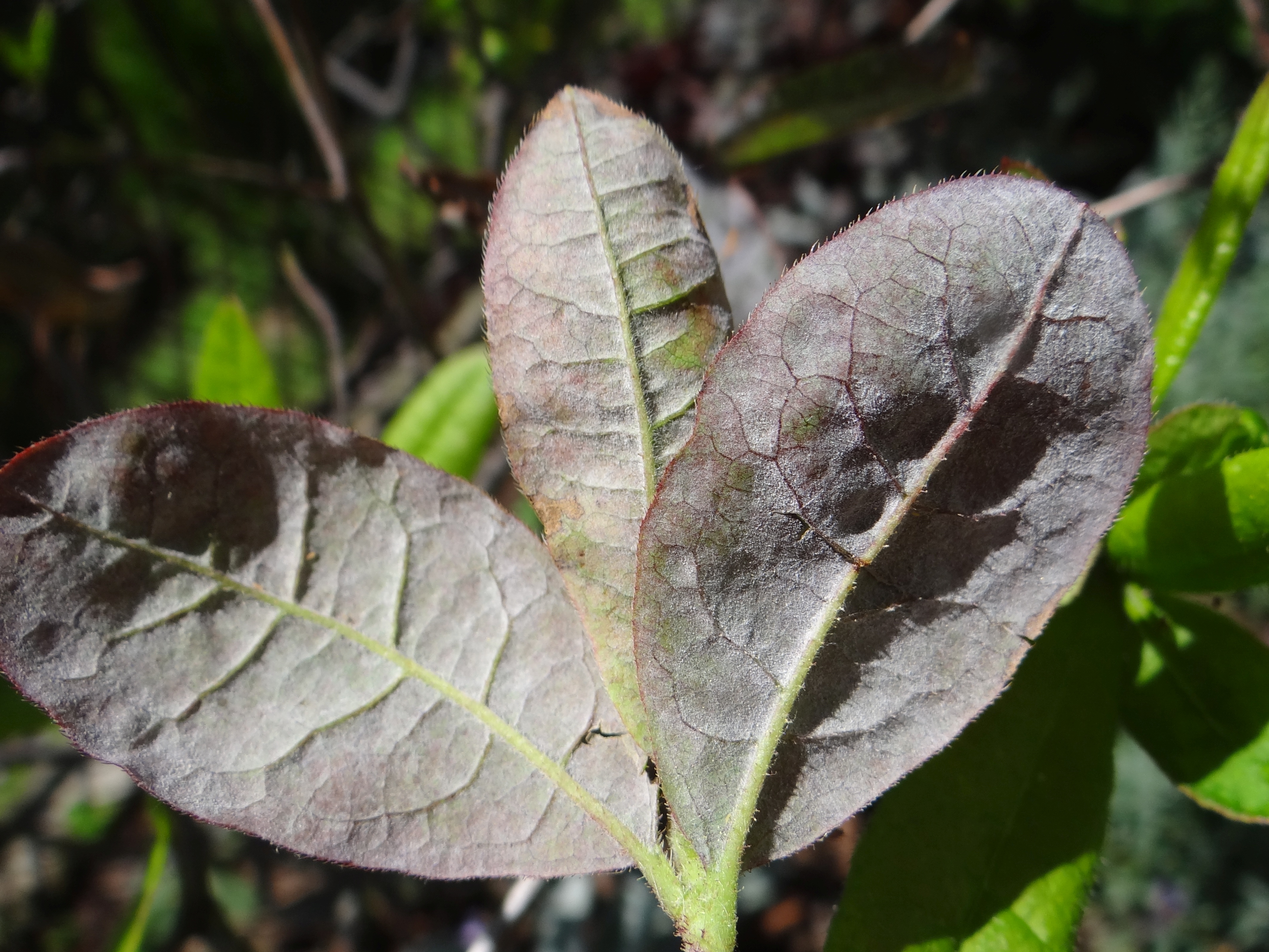

Mączniak prawdziwy różanecznika lub mączniak prawdziwy azalii – grzybowa choroba różaneczników (azalii) należąca do grupy mączniaków prawdziwych. Wywołana jest przez Erysiphe penicillata i Erysiphe azaleae.

## Objawy
Typowe dla mączniaków prawdziwych, w postaci nieregularnych, białych i mączystych plam. Jest to grzybnia mączniaka rozwijająca się na warstwie kutykuli na obydwu stronach liści. Nie wnika ona do wnętrza liści, a jedynie zapuszcza tam ssawki. Pierwsze objawy pojawiają się zazwyczaj w połowie lata. Początkowo są niewyraźne i małe, z czasem jednak powiększają się i zajmują całą powierzchnię liścia, a także wierzchołki łodyg. Rozwój porażonych liści ulega zahamowaniu i zwijają się one ku dołowi.

## Epidemiologia
Jest to pasożyt bezwzględny. Zimuje w postaci grzybni na porażonych liściach opadłych na ziemię, oraz na pędach i pąkach żywych roślin. W sezonie wegetacyjnym patogeny na porażonych roślinach wytwarzają zarodniki konidialne, które rozprzestrzeniają chorobę dokonując infekcji wtórnych.

## Ochrona
Zapobiega się chorobie i ogranicza jej rozwój poprzez wygrabianie i palenie opadłych liści. Od wczesnej wiosny, jeszcze przed rozwojem liści rośliny opryskuje się ekologicznym preparatem Biosept Active w stężeniu 0,1%. Od fazy pąka opryskuje się 2-3-krotnie, w 10-dniowym odstępie fungicydami Domark 100 EC w stężeniu 0,05%, Systemik 125 SL (w stężeniu 0,05%) lub Baymat Ultra 015 AE lub Baymat AE (według instrukcji), Discus 500 WG, Nimrod 250 EC, Saprol 190 EC, Amistar 250 SC, Discus 500 WG, Dithane NeoTec 75 WG, Score 250 SC, Signum 33 WP oraz Topsin M 500 SC. Należy naprzemiennie używać preparaty z różnych grup.
Zwalczanie mączniaków prawdziwych jest trudne. Nawet przy zastosowaniu środków chemicznych nie udaje się trwale ich pozbyć. Jeżeli w poprzednim roku azalie były porażone mączniakiem prawdziwym, w następnym roku opryskiwania należy zacząć możliwie wcześnie, profilaktycznie, jeszcze przed pojawieniem się objawów choroby.